# У країні сирних коників
«У країні сирних коників» (Різдвяна казка зі Львова)  — дитяча книга української письменниці Ярини Винницької про маленьку дівчинку, яка захотіла зробити подарунок Святому Миколаю. Проілюстрували книгу українські художники Олег Денисенко, Юлія Табенська, Остап Лозинський. Книга стала продовженням серії арт-буків «Скриня. Речі Сили» і «Наречена».

## Сюжет
Героїня казки, дівчинка Варварка, впродовж чаріної ночі напередодні Миколая мандрує Львовом на літаючому ліжнику, відвідує житло Миколая, потрапляє у майстерні художників, знайомиться з Чорним Мольфаром, рятує Дух Різдва. Дівчинка дізнається про рецепти різдвяних страв, таємниці галицьких ікон, святкові традиції, вчиться ліпити сирних коників, випікати миколайчиків, в'язати солом'яних павуків, малювати гуцульські ікони на склі.
Книга містить ілюстрований словничок галицьких і гуцульських слів.

## Відгуки
Літературний критик Ігор Бондар-Терещенко: «ми переконуємося, що ця казка, … — це не лише мала енциклопедії народних рукомесел, гастрономічних рецептів та архітектурних шедеврів, але й справжня „педагогічна поема“ нового зразка».
Христина Содомора у своєму огляді для Читомо зазначає: «Нарешті непопсово, не притягнено за вуха і без зайвого язичницького духу маємо книжку для дітей про Різдво по-українськи. Або якщо точніше, про Різдво по-карпатськи чи по-гуцульськи».
Поліна Афанасьєва: «У країні сирних коників» — це квиток у подорож до Дива, яка дарує неймовірне відчуття затишку та солодкого очікування свята. Ця казка про любов, Львів, дитинство та українські традиції. Нехай тут не дуже багато тексту, але він наповнений змістом".